# Gephyrophobie
Gephyrophobie ist eine Angststörung oder spezifische Phobie, die durch die Furcht vor Brücken und Tunneln gekennzeichnet ist. Infolgedessen meiden Betroffene Strecken, die sie über Brücken führen, oder verhalten sich als Fahrgäste sehr ängstlich, wenn sie eine Brücke überqueren. Der Begriff Gephyrophobie stammt aus dem Griechischen γέφυρα (gephura), was „Brücke“ bedeutet, und φόβος (phobos), was „Angst“ bedeutet.
Mögliche Erscheinungsformen der Gephyrophobie sind die Angst, von der Brücke zu fallen, die Angst, von einer Windböe von der Brücke geweht zu werden, oder die Angst, dass die Brücke beim Überqueren zusammenbricht (z. B. weil die Brücke nicht stabil genug ist). Die Angst überschneidet sich mit der Akrophobie (Höhenangst), da sich die Gephyrophobie bei höheren Brücken eher verschlimmert als bei solchen, die näher am Wasser oder am Boden liegen.

## Unterstützung von Patienten
Seit 2008 führt die New York State Thruway Authority Gephyrophobiker über die Tappan Zee Bridge. Autofahrer konnten die Behörde im Voraus anrufen und jemanden beauftragen, ihr Auto für sie über die Brücke zu fahren. Die Behörde führte diesen Dienst etwa sechsmal im Jahr durch. 
Die Verkehrsbehörde von Maryland bot früher einen ähnlichen Service für die Überquerung der Chesapeake Bay Bridge an, aber diese Aufgabe wird jetzt von privaten Unternehmen übernommen.
Die Mackinac Bridge Authority, die für die Mackinac Bridge zuständig ist, die die obere und die untere Halbinsel Michigans verbindet, fährt die Autos von Bedürftigen mit Phobien gegen eine geringe Gebühr über die Brücke. Jährlich nehmen etwa eintausend Fahrer dieses Programm in Anspruch.

## Unfall durch Gephyrophobie
Leslie Ann Pluhar wurde 1989 mit ihrem Yugo von der Brücke geschleudert. Spätere Untersuchungen ergaben, dass sie ihr Auto über dem offenen Stahlgitter auf der Brücke angehalten hatte und dass eine Windböe, die durch das Gitter wehte, ihr Fahrzeug von der Brücke schob. Diese Behauptung wird jedoch nicht durch Windgeschwindigkeitsmessungen gestützt, die zum Zeitpunkt des Unfalls auf der Brücke und in ihrer Umgebung durchgeführt wurden.

## Rezeption
Gephyrophobie spielt in der Episode „Die Brücke“ von The Middle eine Rolle. Die Figur Brick wird von dieser Phobie geplagt.
In Die Peanuts – Fröhliche Weihnachten von 1965 verweist Lucy auf Gephyrophobie, als sie versucht, Charlie Browns Probleme in ihrer psychiatrischen Beratungsstelle zu diagnostizieren.